# Benedikt II.

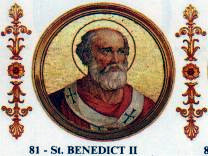
Benedikt II., Darstellung in der Basilika Sankt Paul vor den Mauern

Der Heilige Benedikt II. (* in Rom; † 8. Mai 685, ebenda) war Papst von 683 bis 685.

## Leben

### Herkunft
Benedikt II. stammte aus der römischen Familie der Savelli. 

### Pontifikat
Er war Nachfolger von Leo II., und obwohl er bereits im Juni 683 gewählt wurde, wurde er erst am 26. Juni 684 geweiht, weil zunächst die Bestätigung der Wahl durch Kaiser Konstantin IV. in Konstantinopel einzuholen war.
Er bemühte sich erfolgreich um Versöhnung mit dem Herrscher des Byzantinischen Reiches, nachdem das Verhältnis zuvor durch den Monotheletismusstreit belastet gewesen war. So erwirkte er, dass die Wahl der künftigen Päpste durch den Exarchen in Ravenna bestätigt werden konnte. Auch die Aufhebung der Autokephalie (kirchlichen Unabhängigkeit) Ravennas konnte er erreichen. Am 8. Mai 685 starb er in Rom. 

## Gedenktag
Sein Todestag ist auch sein katholischer Gedenktag.